# 劉體道 (隆慶進士)
劉體道（1535年—？），字親正，號雲溪，江西瑞州府新昌縣人，民籍，明朝政治人物。

## 生平
隆慶元年（1567年）丁卯科江西鄉試第七十四名舉人。隆慶二年（1568年）中式戊辰科會試第三十六名，三甲第六名進士。官刑部主事，升郎中，因忤张居正，贬苏州判官。

## 家族
曾祖劉士謀；祖父劉資仲；父劉亦璫，母王氏。慈侍下。